# Jean Boyer (futbolista)
Jean Boyer (Vitry-sur-Seine, Francia; 13 de febrero de 1901 – París, Francia; 24 de noviembre de 1981) fue un futbolista de Francia que jugó en la posición de delantero.

## Carrera

### Club
| Periodo   | Club                   |
| --------- | ---------------------- |
| 1918-1921 | CASG Paris             |
| 1921-1922 | VGA Médoc              |
| 1922-1923 | CASG Paris             |
| 1923-1935 | Olympique de Marseille |

### Selección nacional
Jugó para Francia en 15 ocasiones de 1920 a 1929 y anotó siete goles; participó en dos ediciones de los Juegos Olímpicos.

## Logros

### Club
- Copa de Francia (4): 1919, 1924, 1926, 1927
- Championnat de France de football (1): 1929

### Individual
- Goleador histórico de la Copa de Francia (89 goles).